# 관념
관념(觀念)은 다음과 같은 의미가 있다.
1. 이데아(idea) 또는 이데에(독일어: Idee)의 역어.

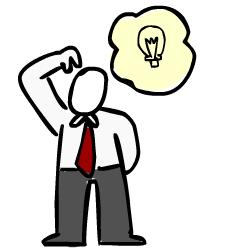

2. 심리학 용어로는 표상(表象). 마음의 내용, 의식의 내용을 말한다.
3. 집의 관념, 선악의 관념이라는 식으로 심적 형상(心的 形象). 또한 사람의 생각, 의견 등.

원래는 마음을 가라앉혀 진리를 관찰하고 사념(思念)하는 일이란 뜻의 불교 용어였다.

## 이데아
이성의 작용으로 얻은 최고의 개념이다. 여기에는 모든 경험을 통제하는 것이란 뜻도 있다.
그리스어의 이데아(Ιδέα) 혹은 에이도스(eidos)에서 나온 말로 원래는 모습이라든가 형태라는 의미였다.
플라톤은 개개의 이데아, 즉 1의 이데아, 삼각형의 이데아와 유일한 선(善)의 이데아로 나누었다. 선의 이데아는 철학의 최고 목표이며, 변증법으로써 겨우 포착된다고 했다. 더구나 그것은 계속해서 파악할 수는 없는 것이었다. 언어, 정의(定義), 그림자, 진실 등의 다섯 단계를 거친 제5의 지식이라 했다.
그러나 일반적으로 말하는 이데아는 시간과 공간을 초월한 것, 정말로 늘 있는 것이다.
또한 감각적으로 포착할 수 있는 것은 이데아에 의탁해서 관여한다. 그려진 삼각형은 지우면 없어지나 삼각형이란 것은 없어지지 않는다. 이러한 뜻에서 개물은 이데아를 모방하고 분유(分有)한다고 했다.
이 이데아는 근대에 와서 심리적인 관념의 뜻으로 쓰인다. 그리고 헤겔은 이념을 절대적 실재라고 했다.

## 같이 보기
- 관념론
- 인식